# Jerry Manock
Jerry Manock, né le 21 février 1944, est un designer industriel américain qui a travaillé pour Apple Computer entre 1977 et 1984, contribuant à la conception des boitiers des Apple II, Apple III et des premiers Macintosh compact. 
Manock est diplômé de l'Université Stanford est consultant en design lorsqu'il rejoint Apple. Il y devient de facto le père de l'Apple Industrial Design Group. Aujourd'hui, il enseigne design produit à l'université du Vermont.